# 青岛公交366路线
青岛公交366路线，是青岛市胶州湾东岸城区的一条公交线。该路线自1999年11月1日起开通运营，途经市北区。

## 路线走向
- 下行：途经四流南路、人民路、温州路、杭州路立交桥、内蒙古路、华阳路、辽宁路、热河路、热河路立交桥、胶州路、聊城路、胶州路、中山路、堂邑路、馆陶路。
- 上行：途经堂邑路、中山路、胶州路、热河路立交桥、热河路、辽宁路、华阳路、内蒙古路、沈阳路、杭州路立交桥、温州路、人民路、四流南路、舞阳路。[參⁠ 2][參⁠ 3][參⁠ 1]

## 停车站点
本路线共设置20个停车站点。
| 序号 | 站名             | 下行                          | 下行                      | 上行                          | 上行                      | 换乘地铁         | 备注 |
| 序号 | 站名             | 停车                          | 站位                      | 停车                          | 站位                      | 换乘地铁         | 备注 |
| ---- | ---------------- | ----------------------------- | ------------------------- | ----------------------------- | ------------------------- | ---------------- | ---- |
| 1    | 胜利桥站         | 向下箭头图形 · 公共汽车的图形 | 四流南路/郑州路           | 向上箭头图形 · 公共汽车的图形 | 舞阳路/四流南路           | 胜利桥站（1）    |      |
| 2    | 四流南路开封路站 | 向下箭头图形 · 公共汽车的图形 | 四流南路/阜阳路           | 向上箭头图形 · 公共汽车的图形 | 四流南路/阜阳路           | 开封路站（1）    |      |
| 3    | 中心医院站       | 向下箭头图形 · 公共汽车的图形 | 四流南路/中心医院西门辅路 | 向上箭头图形 · 公共汽车的图形 | 四流南路/中心医院西门辅路 |                  |      |
| 4    | 水清沟站         | 向下箭头图形 · 公共汽车的图形 | 四流南路/河清路           | 向上箭头图形 · 公共汽车的图形 | 四流南路/长沙路           | 水清沟站（1）    |      |
| 5    | 北岭山森林公园站 | 向下箭头图形 · 公共汽车的图形 | 四流南路/金沙路           | 向上箭头图形 · 公共汽车的图形 | 四流南路/雍翠华苑小区北门 |                  |      |
| 6    | 北岭站           | 向下箭头图形 · 公共汽车的图形 | 人民路/宁岗路             | 向上箭头图形 · 公共汽车的图形 | 人民路/杭州路             | 北岭站（1）      |      |
| 7    | 瑞昌站           | 向下箭头图形 · 公共汽车的图形 | 人民路/瑞昌路             | 向上箭头图形 · 公共汽车的图形 | 人民路/昌化路             |                  |      |
| 8    | 嘉定站           | 向下箭头图形 · 公共汽车的图形 | 人民路/嘉兴路             | 向上箭头图形 · 公共汽车的图形 | 人民路/嘉兴路             |                  |      |
| 9    | 小村庄站         | 向下箭头图形 · 公共汽车的图形 | 人民路/阜新路             | 向上箭头图形 · 公共汽车的图形 | 人民路/阜新路             | 小村庄站（1）    |      |
| 10   | 小村庄西站       | 向下箭头图形 · 公共汽车的图形 | 温州路/阜新路             | 向上箭头图形 · 公共汽车的图形 | 温州路/阜新路             |                  |      |
| 11   | 四方长途站       | 向下箭头图形 · 公共汽车的图形 | 温州路/杭州路             | 向上箭头图形 · 公共汽车的图形 | 温州路/杭州路             | 内蒙古路站（4）  |      |
| 12   | 内蒙古路长途站   | 向下箭头图形 · 公共汽车的图形 | 内蒙古路/长春路           | 向上箭头图形 · 公共汽车的图形 | 内蒙古路/沈阳路           | 内蒙古路站（4）  |      |
| 13   | 长春路站         | 向下箭头图形 · 公共汽车的图形 | 内蒙古路/长春路           | 向上箭头图形 · 公共汽车的图形 | 内蒙古路/长春路           | 内蒙古路站（4）  |      |
| 14   | 埕口路站         | 向下箭头图形 · 公共汽车的图形 | 华阳路/昌邑路             | 向上箭头图形 · 公共汽车的图形 | 华阳路/昌邑路             | 昌邑路站（4）    |      |
| 15   | 华阳路站         | 向下箭头图形 · 公共汽车的图形 | 华阳路/安丘路             | 向上箭头图形 · 公共汽车的图形 | 华阳路/安丘路             |                  |      |
| 16   | 科技街站         | 向下箭头图形 · 公共汽车的图形 | 辽宁路/邹平路             | 向上箭头图形 · 公共汽车的图形 | 辽宁路/章丘路             | 泰山路站（2、4） |      |
| 17   | 承德路站         | 向下箭头图形 · 公共汽车的图形 | 热河路/承德路             | 向上箭头图形 · 公共汽车的图形 | 热河路/承德路             |                  |      |
| 18   | 市立医院站       | 向下箭头图形 · 公共汽车的图形 | 胶州路/长清路             | 向上箭头图形 · 公共汽车的图形 | 胶州路/长清路             | 江苏路站（1、4） |      |
| 19   | 中山路站         | 向下箭头图形 · 公共汽车的图形 | 胶州路/博山路             | 向上箭头图形 · 公共汽车的图形 | 胶州路/济宁路             | 中山路站（1）    |      |
| 20   | 大窑沟站         | 向下箭头图形 · 公共汽车的图形 | 馆陶路/东阿路             | 向上箭头图形 · 公共汽车的图形 | 堂邑路/(市场一路-二路)    | 中山路站（1）    |      |

## 运营时间
以下均为当地时间（UTC+8）为准。
- 胜利桥站（主站）：05:20-21:00
- 大窑沟站（副站）：06:00-21:40

## 票制票价
无人售票一票制，每人次投币RMB ¥ 1，刷卡8折，实行公交换乘优惠。